# Vincenzo Pelvi
Vincenzo Pelvi (* 11. srpna 1948 Neapol) je italský římskokatolický duchovní a emeritní arcibiskup Foggie-Bovina.

## Život
Narodil se 11. srpna 1948 v Neapoli.
Vstoupil do arcibiskupského semináře. Teologické a filosofické vzdělání získal na Papežské teologické fakultě Jižní Itálie. Dne 18. dubna 1973 byl kardinálem Corradem Ursi vysvěcen na kněze. Po vysvěcení pokračoval ve vyšším studiu teologie. Stal se farním vikářem farnosti Panny Marie Fatimské v Secondigliano. Byl profesorem teologie a liturgiky na teologické fakultě, zároveň zastával funkci animátora v semináři. Od roku 1979 vedl pastorační úřad a roku 1988 byl zvolen biskupským vikářem a kanovníkem kapituly.
Dne 11. března 1996 byl ustanoven pro-generálním vikářem a následně generálním vikářem. Dne 11. prosince 1999 jej papež Jan Pavel II. jmenoval pomocným biskupem neapolské arcidiecéze a titulárním biskupem z Thinisy v Numidii. Biskupské svěcení přijal 5. února následujícího roku z rukou kardinála Michele Giordana a spolusvětiteli byli biskup Agostino Vallini a biskup Ciriaco Scanzillo.
Dne 14. října 2006 byl papežem Benediktem XVI. jmenován vojenským ordinářem Itálie s povýšením na arcibiskupa, kterým byl do 11. srpna 2013. Dne 11. října 2014 se stal metropolitním arcibiskupem Foggie-Bovina. Dne 29. června 2015 obdržel od papeže Františka pallium.
Dne 18. listopadu 2023 přijal papež jeho rezignaci z důvodu dosažení kanonického věku 75 let.